# Alysbeth Félix
Alysbeth Félix Boyer (San Juan, 7 marzo 1993) è una multiplista portoricana.

## Biografia
Debutta internazionalmente a 16 anni partecipando in una gara di 400 metri piani alla Gymnasiade 2009 di Doha, classificandosi settima. Sperimenta diverse discipline dell'atletica, tra cui soprattutto il salto in alto e il salto in lungo, fino a prendere la strada delle prove multiple a partire dal 2013 nelle maggiori competizioni regionali e continentali. Nel 2016 ha preso parte ai Giochi olimpici di Rio de Janeiro 2016, classificandosi ventiseiesima.

## Palmarès
| Anno | Manifestazione             | Sede           | Evento         | Risultato | Prestazione | Note                                     |
| ---- | -------------------------- | -------------- | -------------- | --------- | ----------- | ---------------------------------------- |
| 2010 | Campionati CAC juniores    | Santo Domingo  | Salto in alto  | Argento   | 1,73 m      |                                          |
| 2010 | Campionati CAC juniores    | Santo Domingo  | 4×100 m        | 4ª        | 47"10       |                                          |
| 2010 | Campionati CAC juniores    | Santo Domingo  | 4×400 m        | 5ª        | 3'53"06     |                                          |
| 2010 | Giochi CAC                 | Mayagüez       | Salto in alto  | 8ª        | 1,70 m      |                                          |
| 2011 | Campionati CAC             | Mayagüez       | Salto in alto  | 5ª        | 1,70 m      |                                          |
| 2012 | Campionati CAC juniores    | San Salvador   | Salto in alto  | 4ª        | 1,65 m      |                                          |
| 2012 | Campionati CAC juniores    | San Salvador   | Salto in lungo | Argento   | 5,53 m      |                                          |
| 2013 | Campionati CAC             | Morelia        | Eptathlon      | 5ª        | 5065 p.     |                                          |
| 2014 | Campionati ibero-americani | San Paolo      | Eptathlon      | Argento   | 5578 p.     |                                          |
| 2014 | Giochi CAC                 | Veracruz       | Eptathlon      | Bronzo    | 5721 p.     | Miglior prestazione personale stagionale |
| 2015 | Giochi panamericani        | Toronto        | Eptathlon      | 7ª        | 5810 p.     |                                          |
| 2015 | Campionati NACAC           | San José       | Salto in lungo | 5ª        | 6,34 m      |                                          |
| 2016 | Campionati ibero-americani | Rio de Janeiro | Eptathlon      | Oro       | 5910        |                                          |
| 2016 | Giochi olimpici            | Rio de Janeiro | Eptathlon      | 26ª       | 5805 p.     |                                          |
| 2017 | Mondiali                   | Londra         | Eptathlon      | 25ª       | 5584 p.     |                                          |
| 2018 | Giochi CAC                 | Barranquilla   | Salto in lungo | Bronzo    | 6,45 m      |                                          |
| 2018 | Giochi CAC                 | Barranquilla   | Eptathlon      | 5ª        | 5655 p.     |                                          |
| 2018 | Campionati NACAC           | Toronto        | Salto in lungo | 7ª        | 6,04 m      |                                          |
| 2019 | Giochi panamericani        | Lima           | Eptathlon      | 6ª        | 5818 p.     | Miglior prestazione personale stagionale |
| 2023 | Giochi CAC                 | San Salvador   | Salto in lungo | Bronzo    | 6,44 m      |                                          |
| 2023 | Giochi CAC                 | San Salvador   | Eptathlon      | Bronzo    | 5860 p.     |                                          |
| 2023 | Giochi panamericani        | Santiago       | Eptathlon      | Argento   | 5665 p.     |                                          |